# Biq‘at H̱ananya
Biq‘at H̱ananya (hebreiska: בקעת חנניה, Bik’at H̱ananya) är en dal i Israel.   Den ligger i distriktet Norra distriktet, i den norra delen av landet.